# Бужин
Бужин — местечко в Киевской губернии, затем село в Чигиринском районе Черкасской области Украинской ССР. 
Находилось неподалеку от правого берега Днепра, примерно в 20 километрах к северу от Чигирина. По рассказам местных жителей, до монгольского нашествия Бужин был крупным поселением, в котором было 40 церквей. 
В XVII веке в период восстания Хмельницкого, гражданской войны на Украине и войн за Украину между Турцией, Польшей и Россией Бужин приобрел важное значение, так как рядом с ним находилась удобная переправа через Днепр — Бужин перевоз. В целях обороны переправы местечко было сильно укреплено. В битве под Бужином русское войско князя Г. Г. Ромодановского было разбито крымскими татарами и мятежными казаками Юрия Хмельницкого, отложившегося от Москвы. В 1664 Бужин был сожжен польскими войсками Чарнецкого, в 1667 разрушен турками. В 1677 в Бужинской битве войска Ромодановского и гетмана Ивана Самойловича нанесли поражение турецкой армии Ибрагим-паши. 
В 1808 в местечке насчитывалось 423 жителя и 44 двора, в 1864 — 528 жителей и 80 дворов, в 1897 — 499 жителей, 93 двора, православная церковь и школа.
В 1959 село Бужин было затоплено водами Кременчугского водохранилища в ходе строительства Кременчугской ГЭС, а жители переселены во вновь построенное село Тиньки.